# 中野北駅
中野北駅（なかのきたえき）は長野県中野市大字新井字上中通にあった長野電鉄河東線（木島線）の駅。
中野の後ろに北を付けて駅名にしたのは、当駅開業の4年前に吉田駅から改称した北長野駅（当時国鉄信越本線）との混同を避けるためだったとされている。

## 歴史
- 1961年（昭和36年）1月11日：開業[1][2]。駅員無配置駅[2]。
- 2002年（平成14年）3月31日：廃線に伴い廃止[1][2]。

## 駅構造

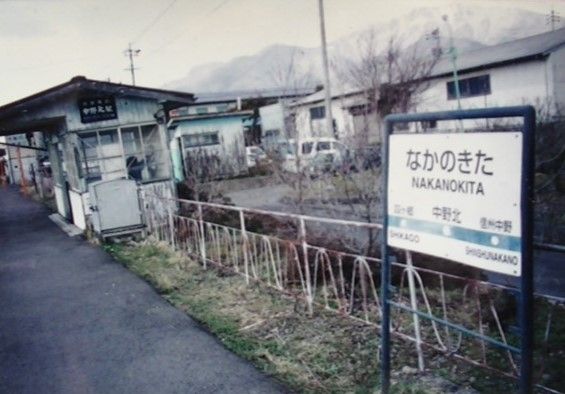
中野北駅のホーム、駅名標、待合室（2002年3月）

廃止時点では単式ホーム1面1線を有する無人駅であった。ホーム上には木造の簡易的な待合室が設置されていた。

## 駅周辺
- 新井工業団地

## 廃線後
ホームなどは撤去されたが駅前広場は残されている。付近に鉄道廃止代替バス路線は通らないため、最寄りのバス停は1 kmほど離れた「新井工業団地」バス停である。

## 隣の駅
長野電鉄
■河東線（木島線）
信州中野駅 - 中野北駅 - 四ヶ郷駅